# Thomas Edward Cliffe Leslie

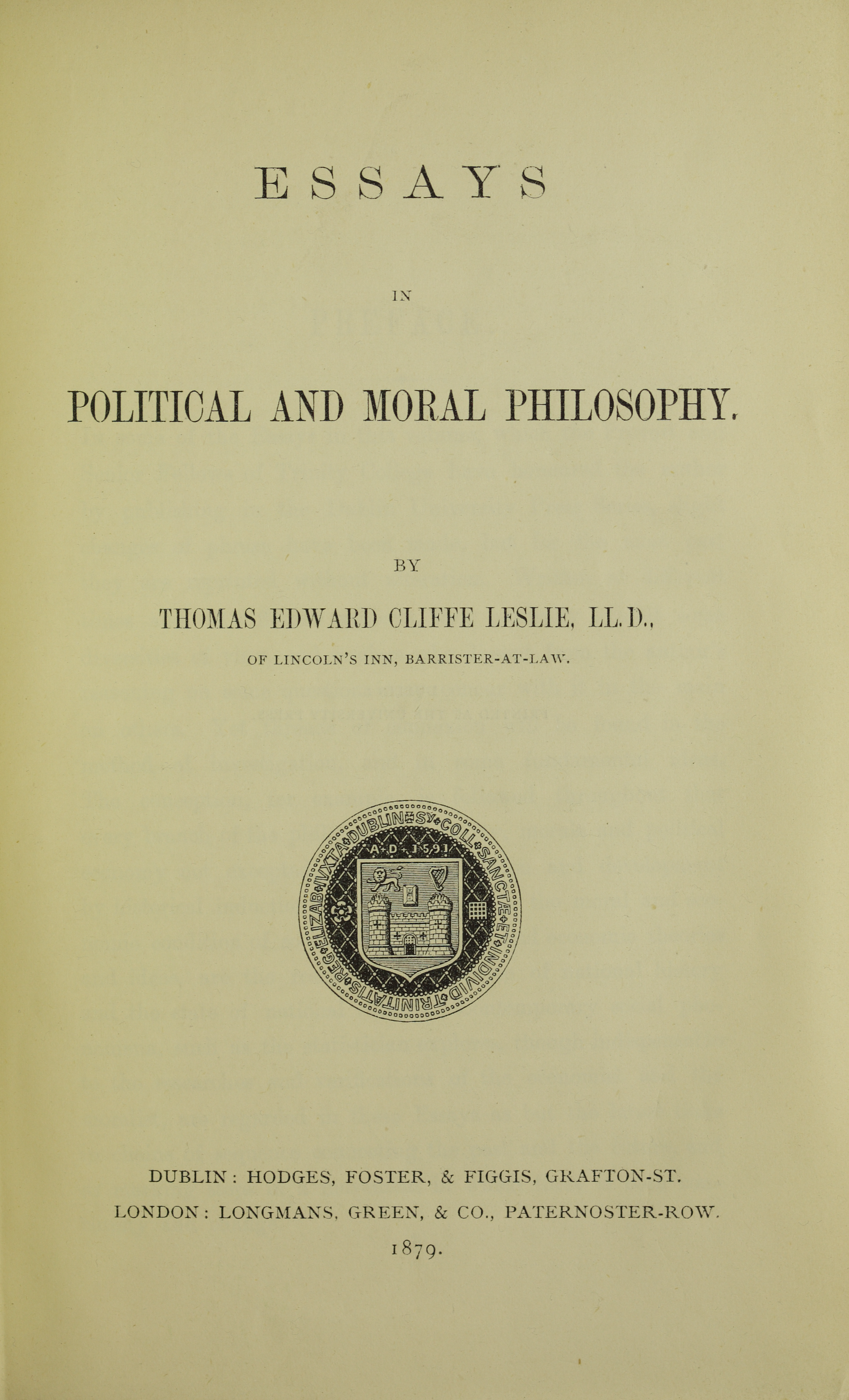
Essays in political and moral philosophy, 1879

Thomas Edward Cliffe Leslie (* 21. Juni 1825 in der Grafschaft Wexford; † 27. Januar 1882 in Belfast) war ein britischer Nationalökonom.

## Leben
Thomas Edward Cliffe Leslie studierte in Dublin und London, wurde 1848 Advokat und 1853 Professor für politische Ökonomie am Queen’s College in Belfast.
Er verfasste meist kürzere Aufsätze, von denen die wichtigsten zu zwei Sammlungen: Land systems in Ireland, England and the continent (1870) und Essays in political and moral philosophy (1879), von ihm selbst vereinigt worden sind.
1871 bekämpfte Leslie in seiner Arbeit Financial reform die indirekte Steuer. Schon seit einer Reihe von Jahren hatte Leslie ein größeres Werk in Arbeit, welches die politische Ökonomie vom historischen Standpunkt aus beleuchten sollte. Doch ging das Manuskript, während Leslie 1872 den Kontinent bereiste, infolge eines unglücklichen Zufalls verloren.